# Windows Embedded Compact 2013
Windows Embedded Compact 2013 (Windows CE 8.0) — операционной системы реального времени Windows Embedded CE, развивающейся отдельно от семейства Windows NT, и ориентированной на предприятия, изготавливающие промышленные контроллеры и устройства бытовой электроники. Техническая поддержка закончилась в 2023 году, но лицензии будут продаваться до 2028 года. Является преемницей Windows Embedded Compact 7. Windows Embedded Compact 2013 может работать на различных микропроцессорных архитектурах и поддерживает x86 и ARM. Была выпущена 14 июня 2013 года. В 2016 году на волне успеха Windows 10 Microsoft отказалась от продолжения линейки Windows Compact, заменив её Windows 10 IoT.
Улучшения по сравнению с предыдушей версией:
- .NET Compact Framework 3.9
- Internet Explorer for Windows Embedded: поддержка Flash 10.1
- Поддержка Visual Studio 2012 ISO C++ 11 совместимый компилятор, обновленные CRT/STL/MFC/ATL
- Поддержка процессоров: Улучшена поддержка архитектуры ARMv7
- Поддержка сети: улучшена поддержка IPv6

Windows Embedded Compact 2013 имеет три редакции: NR, Entry и General Embedded.